# Язва (Псковська область)
Язва (рос. Язва) — присілок в Псковському районі Псковської області Російської Федерації.
Населення становить 28 осіб. Входить до складу муніципального утворення Карамишевська волость.

## Історія
Від 2015 року входить до складу муніципального утворення Карамишевська волость.

## Населення
| 2001 | 2002 | 2010 |
| ---- | ---- | ---- |
| 51   | ↘45  | ↘28  |